# Jürgen Milewski
Jürgen Milewski (* 19. Oktober 1957 in Hannover) ist ein ehemaliger deutscher Fußballspieler und Spielerberater.

## Sportliche Laufbahn

### Vereinskarriere
Milewski begann seine Fußballlaufbahn im Alter von acht Jahren bei der SG Letter 05 und verließ den Verein nach 1975. Als Spieler von Hannover 96 begann Milewski auf Vermittlung von Trainer Helmut Kronsbein eine Lehre im Einzelhandel.
Der Stürmer spielte in der Bundesliga erst für Hannover 96 und Hertha BSC. Ende November 1979 verließ Milewski die wirtschaftlich angeschlagene Hertha und wechselte zum Hamburger SV. Im Gegenzug wurde HSV-Spieler Hans-Günther Plücken nach Berlin ausgeliehen. Mit den Hamburgern konnte er auch seine größten Erfolge im Fußball feiern. Er wurde mit dem HSV 1982 und 1983 Deutscher Meister und 1983 Gewinner des Europapokals der Landesmeister.
In seinen letzten Profijahren war Milewski zunehmend von Verletzungen geplagt. Am schwersten machte ihm eine chronische Achillessehnenentzündung zu schaffen, die dafür sorgte, dass sein Stammplatz verloren ging und er 1985 nach Frankreich transferiert wurde. Dort spielte er bis 1986 bei der AS Saint-Étienne und kam dabei auf fünf Ligaauftritte, in denen er zwei Treffer erzielte. Des Weiteren war er in einer Begegnung des B-Teams des Vereins im Einsatz. Am Ende der Saison kehrte er, nachdem er bereits ab März 1986 verletzungsbedingt ausfiel, angeschlagen und ablösefrei nach Deutschland zurück. Dort spielte er ab Anfang April 1988 für den Oberligisten 1. SC Norderstedt. Vor der Saison 1988/89 kehrte er zum HSV zurück, bei dem der Ex-Nationalspieler für die Amateurelf in der Verbandsliga Hamburg auflief und dann auch seine Spielerkarriere beendete.

### Auswahleinsätze
Für die A-Nationalelf der Bundesrepublik war er zwischen 1981 und 1984 insgesamt dreimal im Einsatz. Außerdem spielte er sechs Partien für die deutsche B-Nationalmannschaft und absolvierte ein Match für die U-21-Auswahl des DFB.

### Größte sportliche Erfolge
- Landesmeisterpokalsieg mit dem Hamburger SV: 1983
- Deutsche Meisterschaft mit dem Hamburger SV: 1982 und 1983

## Weiterer Werdegang

### Berufliche Laufbahn als Spielerberater
Seinen Einstieg in den Beruf des Spielerberaters fand Milewski noch in seiner Spielerzeit in St. Etienne, und sein erster Kunde war er sozusagen selbst. Milewski durchschaute das Spiel von St. Etienne, ihn durch Mobbing zu veranlassen, von sich aus um die Freigabe aus seinem laufenden Vertrag zu bitten. Er kehrte mit einem raffinierten Schachzug die Situation zu seinem Vorteil um, indem er den besten Freund des Präsidenten, einen bekannten Immobilienmakler, unter dem Vorwand, sich in St. Etienne dauerhaft niederzulassen, mit der Suche nach einem Haus beauftragte. Der Präsident erhielt erwartungsgemäß diese Information und wollte nun seinerseits verhindern, dass Milewski seine Zeit in St. Etienne „absitzt“. Er offerierte ihm daher einen Aufhebungsvertrag mit einer stattlichen Abfindung. Der Coup war erfolgreich, da Milewski nicht nur finanziell davon profitierte, sondern überdies auch noch ablösefrei war.
Nach einigen Jahren der Selbständigkeit war er bei dem US-amerikanischen Vermarkter IMG angestellt. Er betreute die inzwischen nicht mehr aktiven Hasan Salihamidžić, Gerald Asamoah, Francisco Copado, Robert Kovač, Niko Kovač, Stefan Wessels, Alex Meier, Jens Jeremies, Sven Kmetsch, Jörg Böhme, Karsten Bäron und Bernd Hollerbach. Zeitweilig betreute er 21 Spieler (darunter ehemalige Profis, Amateur- und Jugendspieler). Später wurde Milewski zusammen mit Jens Jeremies bei der T21plus Sportsmanagement GmbH tätig.

### Insiderhandelvorwurf
2004 ermittelte die Hamburger Staatsanwaltschaft gegen Milewski und die Spieler Jens Jeremies, Hasan Salihamidžić, Thomas Linke und Jörg Albertz wegen unerlaubten Insiderhandels. Im Dezember 2003 kauften die Genannten in mehreren Tranchen Aktien der Firma SinnerSchrader, bevor der Kurs nach Ankündigung einer Sonderausschüttung in die Höhe schoss und den Käufern Gewinne in Höhe von rund 80 Prozent bescherte. Das fiel der Bundesanstalt für Finanzdienstleistungsaufsicht auf, die daraufhin die Staatsanwaltschaft einschaltete. 2005 wurden die Ermittlungen gegen Milewski gegen eine Geldauflage von 7000 Euro eingestellt.

## Privates
Im Alter von 16 Jahren verlor er seinen Vater, der tödlich verunglückte. Er ist in zweiter Ehe verheiratet und hat drei Kinder.

## Zitate über Milewski
- Der Junge kann jede Abwehr verrückt machen. Branko Zebec, HSV-Trainer 1979[10]
- Er läuft wie eine Maschine, sein Instinkt ist hervorragend, und frech ist er auch. Ernst Happel, HSV-Trainer, um 1983